# Jim Finney
Pour les articles homonymes, voir Finney.
James Finney dit Jim Finney, né le 17 août 1924 et mort le 1er avril 2008, était un arbitre anglais de football des années 1960. 

## Carrière
Il a officié dans des compétitions majeures : 
- Coupe d'Angleterre de football 1961-1962 (finale)
- Coupe du monde de football de 1966 (1 match)
- Coupe de la Ligue anglaise de football 1970-1971 (finale)